# Afzelia parviflora
Afzelia parviflora là một loài thực vật có hoa trong họ Đậu. Loài này được (Vahl) Hepper miêu tả khoa học đầu tiên năm 1972.